# Siège d'Ypres (1678)
Pour les articles homonymes, voir Siège d'Ypres.
Guerre de Hollande
Batailles
- Groenlo (06-1672)
- Solebay (06-1672)
- Coevorden (06-1672)
- Nimègue(07-1672)
- Groningue (07-1672)
- Saint-Lothain (02-1673)
- Schooneveld (1re) (06-1673)
- Maastricht (06-1673)
- Schooneveld (2de) (06-1673)
- Texel (08-1673)
- Bonn (11-1673)
- Arcey (01-1674)
- Pesmes (02-1674)
- Gray (02-1674)
- Scey-sur-Saône (03-1674)
- Chariez (03-1674)
- Vesoul (03-1674)
- Arbois (03-1674)
- Orgelet (03-1674)
- Besançon (04-1674)
- Dole (05-1674)
- Sinsheim (06-1674)
- Salins (06-1674)
- Belle-Île (06-1674)
- Lure (07-1674)
- Faucogney (07-1674)
- Sainte-Anne (07-1674)
- Fort-Royal (07-1674)
- Seneffe (08-1674)
- Entzheim (10-1674)
- Mulhouse (12-1674)
- Turckheim (01-1675)
- Stromboli (02-1675)
- Fehrbellin (06-1675)
- Salzbach
- Consarbrück
- Alicudi
- Agosta
- Palerme
- Maastricht
- Philippsburg
- Valenciennes
- Cambrai
- Saint-Omer
- Tobago
- La Peene (Cassel)
- Ypres
- Rheinfelden (07-1678)
- Saint-Denis

Le siège d'Ypres eut lieu du 18 au 25 mars 1678, pendant la guerre de Hollande, entre les troupes françaises et néerlandaise. Il se termine par la capitulation de la ville.

## Contexte
En octobre 1677, Marie d'York, nièce de Charles II d'Angleterre, et son héritière en l'absence de descendance, épouse Guillaume d'Orange, marquant ainsi le rapprochement entre l'Angleterre et les Provinces-Unies (alliance du 10 janvier 1678). Louis XIV décide de parer la menace de l'alliance anglo-hollandaise.

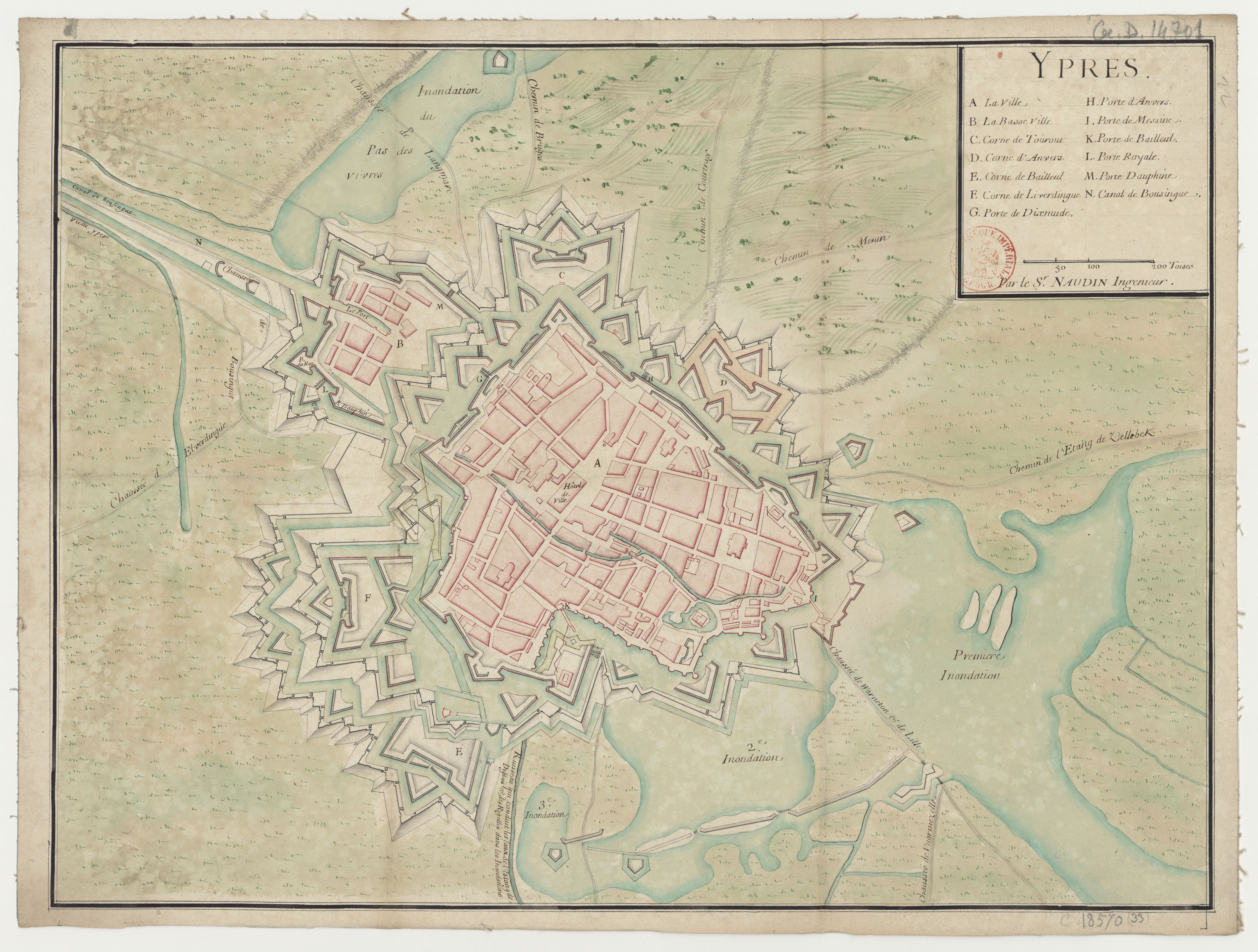
La forteresse, carte de Naudin.

## Déroulement
Alors que les Néerlandais s'attendent à défendre Namur,, Louis XIV fait converger ses armées, et prend Gand le 9 mars, puis se tourne immédiatement sur Ypres.
Le 18 mars, les travaux d'approche commencent du côté de la citadelle. Dom Francisco de Pardo, le gouverneur de la ville, ordonne d'inonder les terres environnantes, mais les Français sont déjà trop avancés. 22 pièces de gros calibre et 12 mortiers ravagent la forteresse. Le 23, Vauban ouvre la tranchée. Les travaux avancent si vite que Louis XIV ordonne d'attaquer dans la nuit du 24 au 25. Côté ville, le chemin couvert tombe rapidement. Au levé du jour, les assiégés capitulent. La citadelle résiste encore, mais le lendemain 1 600 hommes valides et 600 blessés se rendent à leurs assaillants.

## Conséquences
En avril, Vauban commence la reconstruction des fortifications d'Ypres. Louis de Crevant est nommé gouverneur de la ville. Afin de négocier la paix, Louis XIV confie le commandement au maréchal de Luxembourg et se retire à Lille. Les Allemands et les Espagnols rejettent toutes tentatives de négociation. En Angleterre Charles II se hâte de lever une vingtaine de régiments et d'envoyer des renforts à Ostende, mais il hésite à déclarer la guerre à la France. Le roi de France décide alors de négocier séparément avec les Hollandais. Le 9 avril, il s'engage à ne pas reprendre les combats en Flandre avant le 10 mai. Les bourgeois et commerçants flamands ont hâte de reprendre le commerce avec la France et se méfient du pouvoir du Stathouder. Le 10 août 1678, le traité de Nimègue scelle la paix entre la France et les Provinces-Unies

## Sources
- Abel Hugo, France historique et monumentale : Histoire générale de France depuis les temps les plus reculés jusqu'à nos jours, 1843.
- Camille Rousset, Histoire de Louvois et de son administration politique et militaire, Volume 2, 1862.
- Luc-Normand Tellier, Face aux Colbert : les Le Tellier, Vauban, Turgot-- et l'avènement du libéralisme, Édition presse de l'université de Québec, 1987.